# Ramphotyphlops
Ramphotyphlops – rodzaj węży z podrodziny Asiatyphlopinae w rodzinie ślepuchowatych (Typhlopidae).

## Zasięg występowania
Rodzaj obejmuje gatunki występujące w południowo-wschodniej Azji (Laos, Tajlandia, Malezja, Filipiny i Indonezja), Oceanii (Papua-Nowa Gwinea, Mikronezja, Nowa Kaledonia, Palau i Wyspy Salomona) oraz na Wyspie Bożego Narodzenia na Oceanie Indyjskim.

## Systematyka

### Etymologia
- Typhlina: gr. τυφλινης tuphlinēs „ślepy wąż”[9]. Gatunek typowy: Acontias lineatus Reinwardt, 1830[b] (= Typhlops lineatus Schlegel, 1839).
- Ramphotyphlops: gr. ῥαμφος rhamphos „zakrzywiony dziób”[10]; τυφλωψ tuphlōps, τυφλωπος tuphlōpos „ślepy wąż”[9].
- Pilidion: gr. πιλιδιον pilidion „czapeczka”, zdrobnienie od πιλος pilos „czapka”[4]. Nazwa zastępcza dla Typhlina Wagler, 1830 (Duméril i Bibron błędnie uważali, że nazwa ta jest zajęta przez Typhline Wiegmann, 1834).
- Typhlinalis: rodzaj Typhlina Wagler, 1830; łac. -alis „odnoszący się do, o charakterze”[11]. Nazwa zastępcza dla Typhlina Wagler, 1830 (nazwa zajęta przez Typhlina Ehrenberg, 1828 (Rotifera)).

### Podział systematyczny
Do rodzaju należą następujące gatunki:

- Ramphotyphlops acuticaudus (Peters, 1878)
- Ramphotyphlops adocetus Wynn, Reynolds, Buden, Falanruw & Lynch, 2012
- Ramphotyphlops angusticeps (Peters, 1878)
- Ramphotyphlops becki (Tanner, 1948)
- Ramphotyphlops bipartitus (Sauvage, 1879)
- Ramphotyphlops conradi (Peters, 1874)
- Ramphotyphlops cumingii (Gray, 1845)
- Ramphotyphlops depressus Peters, 1880
- Ramphotyphlops erebus Kraus, 2023
- Ramphotyphlops exocoeti (Boulenger, 1887)
- Ramphotyphlops flaviventer (Peters, 1864)
- Ramphotyphlops hatmaliyeb Wynn, Reynolds, Buden, Falanruw & Lynch, 2012
- Ramphotyphlops lineatus (Schlegel, 1839)
- Ramphotyphlops lorenzi (Werner, 1909)
- Ramphotyphlops mansuetus (Barbour, 1921)
- Ramphotyphlops marxi (Wallach, 1993)
- Ramphotyphlops mollyozakiae Wallach, 2021
- Ramphotyphlops multilineatus (Schlegel, 1839)
- Ramphotyphlops olivaceus (Gray, 1845)
- Ramphotyphlops similis (Brongersma, 1934)
- Ramphotyphlops suluensis (Taylor, 1918)
- Ramphotyphlops supranasalis (Brongersma, 1934)
- Ramphotyphlops willeyi (Boulenger, 1900)